# حق رأی زنان در ژاپن

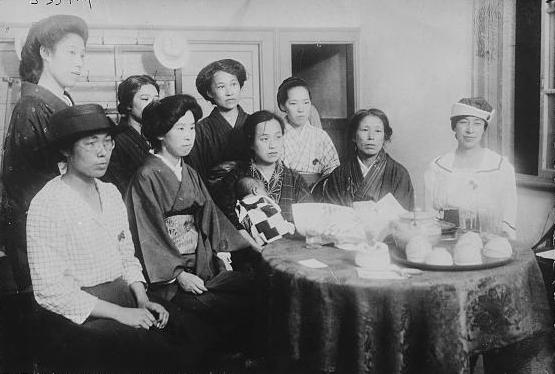
جلسه انتخاباتی در توکیو

حق رأی دادن زنان در ژاپن می‌تواند آغازگر آن به دموکراتیزه سازی ایجاد شده توسط اصلاحات میجی باشد، و جنبش حق رأی در دوره تایشو به شهرت رسیده‌است. ممنوعیت حضور زنان در جلسات سیاسی در سال ۱۹۲۲ پس از درخواست سازمان‌های زنان به رهبری فعالانی چون هیراتسوکا رایچو و ایشیکاوا فاسائه لغو شد. این جنبش در دوران رکود بزرگ و پس از آن، هنگامی که حمایت از دموکراسی کمرنگ شد و نفوذ نظامی بر غیرنظامیان به طرز چشمگیری افزایش یافت، دچار عقب ماندگی شد. اولین انتخابات با رأی‌گیری جهانی بدون تمایز جنسیتی در سال ۱۹۴۶ برگزار شد، اما تنها در سال ۱۹۴۷ بود که قانون اساسی ژاپن بعد از اشغال به اجرا درآمد، رأی‌گیری عمومی در ژاپن تأسیس شد.

## تاریخچه

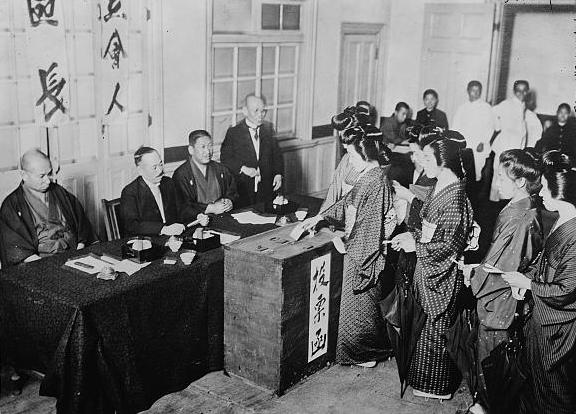
زنان در دوره تایشو در ژاپن رأی می‌دهند.

پس از اصلاحات میجی در سال ۱۸۶۸ مفهوم حقوق بشر و حق رأی جهانی در ژاپن رواج یافت. در اواخر قرن نوزدهم، اولین طرفداران حقوق زنان، نه برای ورود سیاسی یا حق رأی، بلکه برای اصلاحات در جامعه مردسالار که زنان را تحت فشار قرار داده‌اند، طرفداری می‌کردند. فراخوان آموزش زنان برای جنبش آزادی زنان اولیه از اهمیت ویژه ای برخوردار بود. سیاست گذاران بر این عقیده بودند که این امر برای حفظ کشور ضروری است، زیرا دختران را برای تبدیل شدن به همسران و مادرانی مؤثر که قادر به تولید پسران وطن‌پرست و کوشا هستند، آماده می‌کند.
اگرچه سیاست گذاران لزوماً انگیزه‌های مشابه مدافعان حقوق زنان در فراخوان خود برای آموزش زنان را ندارند، اما وجود آموزش، دریچه ای برای پیشرفت بیشتر زنان در جامعه ژاپن را گشود. به عنوان ایده تبدیل شدن زنان به افراد ماهر و با تدبیر، چه در نیروی کار و چه از طریق آموزش، این مفهوم مدرن به زودی علاوه بر ارتباط متقابل آن با مادری عالی و ناب مورد پذیرش قرار گرفت. در پایان قرن نوزدهم نیز شاهد مبارزه برای محافظت از زنان در برابر اقدامات فرهنگی مردسالارانه بود. مدتهاست که اعمال مانند فحشا و تعدد زوجات آنها را مورد سوء استفاده قرار داده‌است، به ویژه بیماری‌های مقاربتی.
فمینیست‌ها شروع به مخالفت با ارائه انحصاری حقوق مدنی برای مردان و نیز محرومیت زنان از سیاست کردند. زنان در ژاپن طبق قانون از عضویت در احزاب سیاسی، ابراز عقاید سیاسی و شرکت در جلسات سیاسی منع شده بودند. در سال ۱۹۲۰، مبارزه برای ورود سیاسی زنان در راس جنبش حق رأی قرار داشت و در سال ۱۹۲۱، دایت ملی (پارلمان) با اعطای حق حضور زنان در جلسات سیاسی، ماده ۵ قانون امنیت پلیس را لغو کرد.
ممنوعیت مشارکت زنان در احزاب سیاسی تغییری نکرد، زیرا بسیاری از اعضای رژیم فکر می‌کردند که خودخواهی است که زنان خانواده‌های خود را برای دولت کنار بگذارند. فمینیست‌ها هنوز مصمم بودند که برای برابری سیاسی بجنگند. اتحادیه حق رأی زنان در سال ۱۹۲۴ تأسیس شد، درست در همان سال که دولت ژاپن قانون حق رأی مردان را تصویب کرد، بدون اینکه رأی به زنان افزایش یابد.
بعد از اینکه زنان حق شرکت در مجامع سیاسی را پیدا کردند، تعداد زیادی از گروه‌های علاقه زنان افزایش یافت. گروه‌های فارغ التحصیلان، گروه‌های مبلغ مسیحی و سایر گروه‌های کمکی زنان در دوره بین جنگ شروع به جوانه زدن کردند. پس از وقوع یک زمین لرزه بزرگ در توکیو در سال ۱۹۲۳، نمایندگان ۴۳ از این سازمان‌ها برای پیوستن به فدراسیون سازمان‌های زنان توکیو (توکیو رنگو فوجینکای) با یکدیگر متحد شدند. این فدراسیون برای کمک به آسیب دیدگان زلزله طراحی شده‌است. با این حال، تبدیل به یکی از بزرگترین گروه‌های فعال زنان در آن زمان شد.
فدراسیون تشکل‌های زنان توکیو برای رسیدگی مؤثر به مسائل و مشکلات زنان، به پنج گروه اقماری تقسیم شد: جامعه، دولت، آموزش، کار و اشتغال. بخش دولتی شاید مهمترین بخش باشد، زیرا باعث به‌وجود آمدن لیگ برای تحقق حق رأی زنان (فوجین سانسیکن کاکوتوکو کیسه دومی)، بعداً لیگ رأی زنان (فوسن کاکوتوکو دامئی) شد، که به تأثیرگذارترین و صریح‌ترین مجموعه حمایت از زنان در دوران ماهواره دولت مانیفیستی را منتشر کرد که خلاصه سوءاستفاده زنان ژاپنی و نحوه اصلاح آنها را شرح می‌داد:
1. این وظیفه ما است که آداب و رسوم را که طی بیست و ششصد سال گذشته در این کشور وجود داشته‌است از بین ببریم و ژاپنی جدید بسازیم که حقوق طبیعی زن و مرد را ارتقا دهد.
2. از آنجا که زنان از ابتدای دوره میجی به مدت نیم قرن با مردان در مدرسه دولتی تحصیل می‌کردند و فرصت‌های ما در آموزش عالی همچنان گسترش یافته‌است، حذف زنان از حق رای بین‌المللی غیرمنصفانه است.
3. حقوق سیاسی برای حمایت از نزدیک به چهار میلیون زن شاغل در این کشور لازم است.
4. زنانی که در خانه کار می‌کنند باید برای درک کامل توانایی‌های انسانی خود در برابر قانون شناخته شوند.
5. بدون حقوق سیاسی نمی‌توانیم در سطح ملی یا محلی دولت به رسمیت شناختن عمومی دست یابیم.
6. گردهم آوردن زنان از مذاهب و مشاغل مختلف در جنبشی برای رأی دادن زنان هم لازم و هم ممکن است.

اتحادیه، و همچنین گروه‌های متعدد دیگر، برای درگیری اجتماعی و سیاسی و همچنین محافظت قانونی از سنتهای مردسالاری که در ژاپن ادامه داشت، به مبارزه ادامه دادند. سرانجام در سال ۱۹۴۷، پس از لازم‌الاجرا شدن قانون اساسی پیش نویس ایالات متحده و بازیابی نفوذ در نظام دموکراتیک ژاپن، به زنان حق رأی داده شد.

## افراد کلیدی

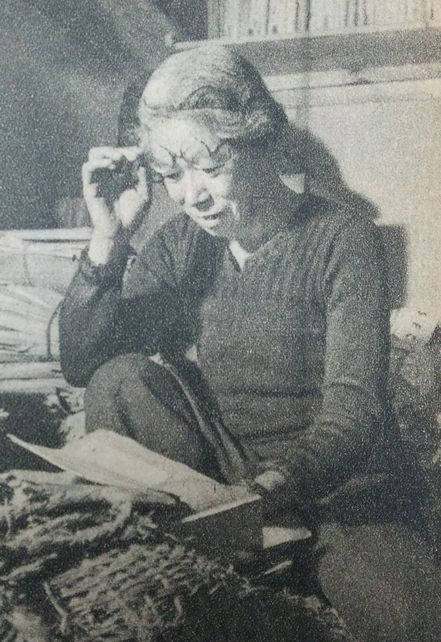
فوسای ایچیکاوا

شیدزو کاتو: (۱۸۹۷–۲۰۰۱) شیدزو کاتو به عنوان عضوی از حزب سوسیالیست ژاپن اولین زنی بود که به رژیم شاهنشاهی انتخاب شد. او بیشتر عمر خود را صرف مبارزه برای حقوق تولید مثل و سیاسی زنان کرد. وی به دلیل لغو ازدواج و ازدواج مجدد خود مشهور است، عملی که در آن زمان برای زنان بسیار نادر بود.
ایشیکاوا فاسائه: (۱۸۹۳–۱۹۸۱) مدافع حقوق سیاسی زنان. ایچیکاوا بیشتر تلاش خود را برای جلب حق مشارکت زنان در روند رای‌گیری و احزاب سیاسی متمرکز کرد. او با هیراتسوکا رایچو به تأسیس انجمن زنان جدید کمک کرد. مشارکت وی به انجمن مطبوعات میهنی و لیگ حق رأی زنان (Fusen Kakutoku Domei) گسترش یافت. ایچیکاوا اندکی پس از جنگ جهانی اول به ایالات متحده سفر کرد و پیشرفت‌هایی را مشاهده کرد که زنان آمریکایی مانند آلیس پال در مبارزه برای برابری و حقوق سیاسی داشته‌اند. او به ژاپن بازگشت، صدایی صریح برای حقوق زنان باقی ماند و در دهه ۱۹۵۰ به عنوان نماینده شورای ژاپن انتخاب شد.
شیگری یاماتاکا: (۱۸۹۹–۱۹۷۷) در لیگ رأی زنان با ایچیکاوا همکاری نزدیک داشت. پس از جنگ جهانی دوم، وی دو بار به مجلس مشاوران، مجلس اعلای دایت ملی انتخاب شد و تا زمان مرگ در سال ۱۹۷۷، رئیس فدراسیون ملی سازمان‌های منطقه ای زنان، چیفورن بود.
هیراتسوکا رایچو: (۱۹۷۱–۱۸۸۶) مدافع حقوق زنان که در تأسیس انجمن شین فوجین کیوکای یا انجمن زنان جدید در سال ۱۹۱۹ نقش اساسی داشت. باید در درجه دوم اتحاد زنان به عنوان یک طبقه باشد.

## مشارکت سیاسی

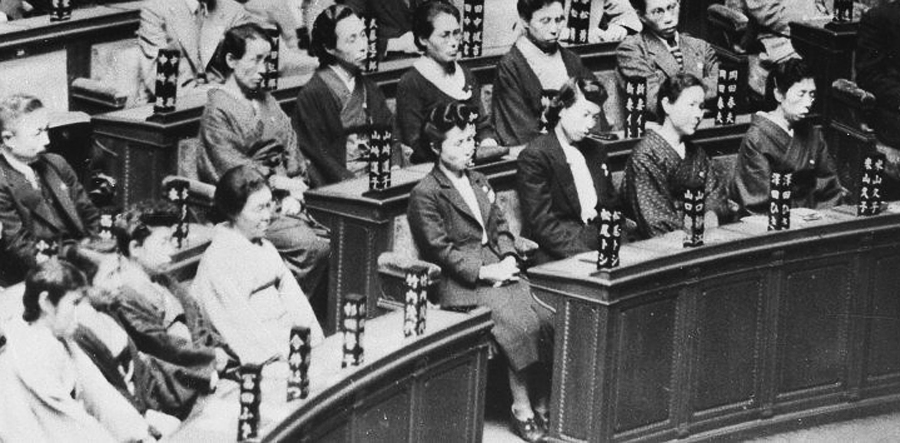
در اولین انتخابات عمومی پس از جنگ، سی و نه زن برای اولین بار به مجلس نمایندگان راه یافتند.

در سال ۱۸۹۰، اولین جلسه رژیم شاهنشاهی قانون تشکیل مجمع و انجمن سیاسی (shukai oyobi seishaho) را صادر کرد که اولین حکمی است که زنان را از عضویت در احزاب سیاسی منع می‌کند. در سال ۱۹۲۱، دایت ملی رای به لغو این مصوبه داد تا زنان بتوانند در جلسات سیاسی شرکت کنند. با محدودیت‌هایی که زنان را از مشارکت فعالانه در سیاست منع می‌کند، گروه‌های منافع زنان و سایر مدافعان همچنان برای حق رأی و شمول مقاومت می‌کنند. این امر در ۱۵ دسامبر سال ۱۹۴۵، هنگامی که قانون انتخابات تجدید نظر شد، به زنان بالای ۲۰ سال اجازه داده شد تا در انتخابات رأی دهند، تحقق یافت.

## کنشگری ادبی
یکی از مؤثرترین راه‌هایی که زنان در جنبش رأی دادن فعال بودند، راه‌های فروش ادبی بود. در دوره جنگ بین زنان، تعداد زنان تحصیل کرده در ژاپن در بالاترین حد خود بود. این زنان که بسیاری از آنها فارغ التحصیلان بهترین موسسات آموزش عالی ژاپن بودند، شروع به استفاده از تحصیلات خود به عنوان سلاحی در مبارزه با ظلم کردند.
سریال‌های ادبی مانند سیتو، فوجین کرون و شوفو نو تومو محبوب‌ترین مجله‌های فمینیستی آن زمان بودند. علاوه بر حق رأی، آنها اغلب به مواردی مانند سقط جنین، رابطه جنسی، سیاست و استقلال می‌پرداختند. چنین مجله‌هایی گاهی شامل آثار ادبی غربی بود که اغلب برای جمعیت عمدتاً محافظه کار ژاپن جنجالی تلقی می‌شد.